# 伊達四雄
伊達 四雄（だて よつお、1886年（明治19年）1月6日 - 没年不詳）は、朝鮮総督府官僚。

## 経歴
和歌山県出身。1912年（大正元年）、高等文官試験に合格し、翌年に東京帝国大学法科大学政治科を卒業。兵庫県属、同出石郡長、同川辺郡長を経て、1921年（大正10年）に朝鮮総督府に転じ、京畿道内務部地方課長となった。その後、忠清南道警察部長、平安南道警察部長、慶尚南道警察部長、平安北道内務部長、江原道内務部長、慶尚北道内務部長を歴任した。京城府尹を経て、1936年（昭和11年）に慶尚北道知事に就任した。
退官後は、朝鮮土木建築業協会会長を務めた。戦後は北洋火薬監査役を歴任した。